# Daniel Bensaïd
Daniel Bensaïd (Tolosa, 25 marzo 1946 – Parigi, 12 gennaio 2010) è stato un filosofo, attivista e saggista francese.

## Biografia
Nato a Tolosa, nel dipartimento dell'Alta Garonna (nell'Occitania francese), da padre algerino originario di Orano e da madre francese, ambedue di origine ebraica, è stato studente della Scuola normale di Saint-Cloud. Ha partecipato al movimento del Maggio francese del 1968 durante i suoi studi all'Università parigina di Nanterre, quando era militante della Jeunesse communiste révolutionnaire (JCR), al fianco di Alain Krivine. Dal 1969 ha fatto parte del gruppo dirigente della Lega Comunista con, tra gli altri, lo stesso Alain Krivine ed Henri Weber.
Bensaïd è stato uno dei principali teorici della Ligue communiste révolutionnaire e membro del Segretariato Unificato della IV Internazionale. La sua influenza, politica e teorica lo ha reso uno dei maggiori esponenti della cultura comunista di ispirazione trotskista e anti-stalinista a livello mondiale.
È stato, fino all'anno della morte, professore di Filosofia all'Università di Parigi VIII.
È conosciuto per i suoi studi su Walter Benjamin e Karl Marx, oltre che per un'analisi sul post-modernismo francese.
Ha scritto regolarmente articoli per il periodico La gauche, mensile legato alla IV Internazionale; è anche stato anche membro dell'Istituto Internazionale per la Ricerca e la Formazione.
In occasione delle elezioni politiche in Italia del 2008 ha sottoscritto, assieme ad altri nomi della cultura e della politica internazionale (Noam Chomsky, Richard Stallman, Howard Zinn, Michel Onfray, Ken Loach, Gilbert Achcar ed altri) un appello promosso da Sinistra Critica.
È scomparso all'età di 63 anni nel gennaio 2010, per le complicazioni dell'Aids e di un tumore.
Poco dopo la sua morte, la rivista italiana Erre gli ha dedicato l'intero numero del febbraio 2010, con numerosi scritti su e di lui.

## Opere
- con Henri Weber, Mai 1968: une répétition générale?, Maspero, 1968.
- La révolution et le pouvoir, Penser/Stock 2, Edition Stock, 1976.
- Moi, La Révolution (Remembrances d'une Bicentenaire Indigne), Collection Au vif du sujet, Gallimard, 1989.
- Walter Benjamin, sentinelle messianique, Éditions Plon, 1990.
- La Discordance des temps: essais sur les crises, les classes, l'histoire, Éditions de la Passion, 1995.
- Marx l'intempestif: Grandeurs et misères d'une aventure critique (XIXè, XXè siècles), Fayard, 1996.
- Le Pari mélancolique, Fayard, 1997.
- Qui est le juge? Pour en finir avec le tribunal de l'histoire, Éditions Fayard, 1999.
- Contes et légendes de la guerre éthique, Éditions Textuel, 1999.
- Éloge de la résistance et l'air du temps, Textuel, 1999.
- Le Sourire du spectre: nouvel esprit du communisme, Éditions Michalon, 2000.
- Les Irréductibles, Textuel, 2001.
- Karl Marx - Les hiéroglyphes de la modernité, Textuel 10, 2001.
- Le Retour de la critique sociale - T1 Marx et les nouvelles sociologies, Textuel 9, 2001.
- Résistances - Essai de topologie générale, Textuel 1, 2001.
- Les Trotskysmes, PUF, coll. « Que sais-je? », 2002.
- Le Nouvel Internationalisme, Textuel, 2003.
- Un Monde à changer, mouvements et stratégie, coll. La Discorde, éditions Textuel 2003.
- Une Lente Impatience, Éditions Stock, coll. « Un ordre d'idées », 2004.
- Fragments mécréants: Sur les mythes identitaires et la république imaginaire, Lignes, Essais, 2005.
- Les Dépossédés. Karl Marx: Les voleurs de bois et le droit des pauvres, La Fabrique éditions, 2007.
- Éloge de la politique profane, Éditions Albin Michel, 2008.
- Un nouveau théologien: Bernard-Henri Lévy (Fragments mécréants, 2), Nouvelles Editions Lignes, 2008.
- con Alain Krivine, 1968, fins et suites, Nouvelles Editions Lignes, 2008.
- Politiques de Marx, seguito da Inventer l'inconnu, textes et correspondances autour de la Commune, Karl Marx e Friedrich Engels, La Fabrique, 2008

### In italiano
- Gli irriducibili. Teoremi di resistenza allo spirito del tempo, Asterios, 2004
- Marx l'intempestivo, Edizioni Alegre, 2007
- Chi sono questi trotzkisti?, Edizioni Alegre, 2007
- Gli spossessati. Proprietà, diritto dei poveri e beni comuni, ed. Ombre corte, 2009
- Marx istruzioni per l'uso, ed. Ponte alle grazie, 2010
- Una lenta impazienza, Edizioni Alegre, 2012